# Hendrella adila
Hendrella adila är en tvåvingeart som först beskrevs av Richter 1975.  Hendrella adila ingår i släktet Hendrella och familjen borrflugor.
Artens utbredningsområde är Mongoliet. Inga underarter finns listade i Catalogue of Life.